# Nageshwari
Nageshwari (bengali: Paschim Nageswari, Nagheswari, Nāgeshwari, Nageshawari, Nagasewari) är en ort i Bangladesh.   Den ligger i provinsen Rangpur, i den norra delen av landet, 260 km norr om huvudstaden Dhaka. Nageshwari ligger 33 meter över havet och antalet invånare är 49 425.